# Niżne Tatry

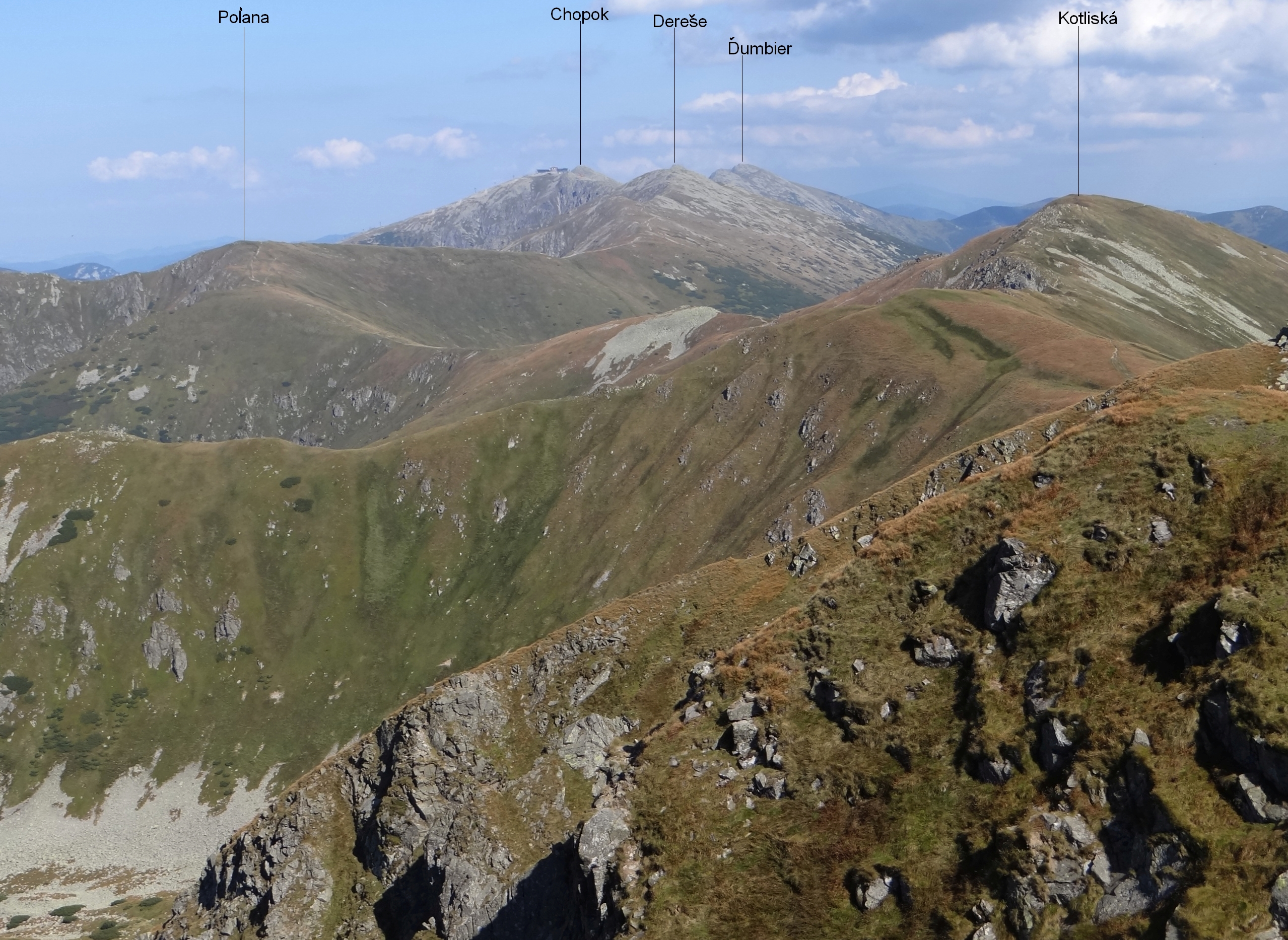
Najwyższe szczyty Niżnych Tatr

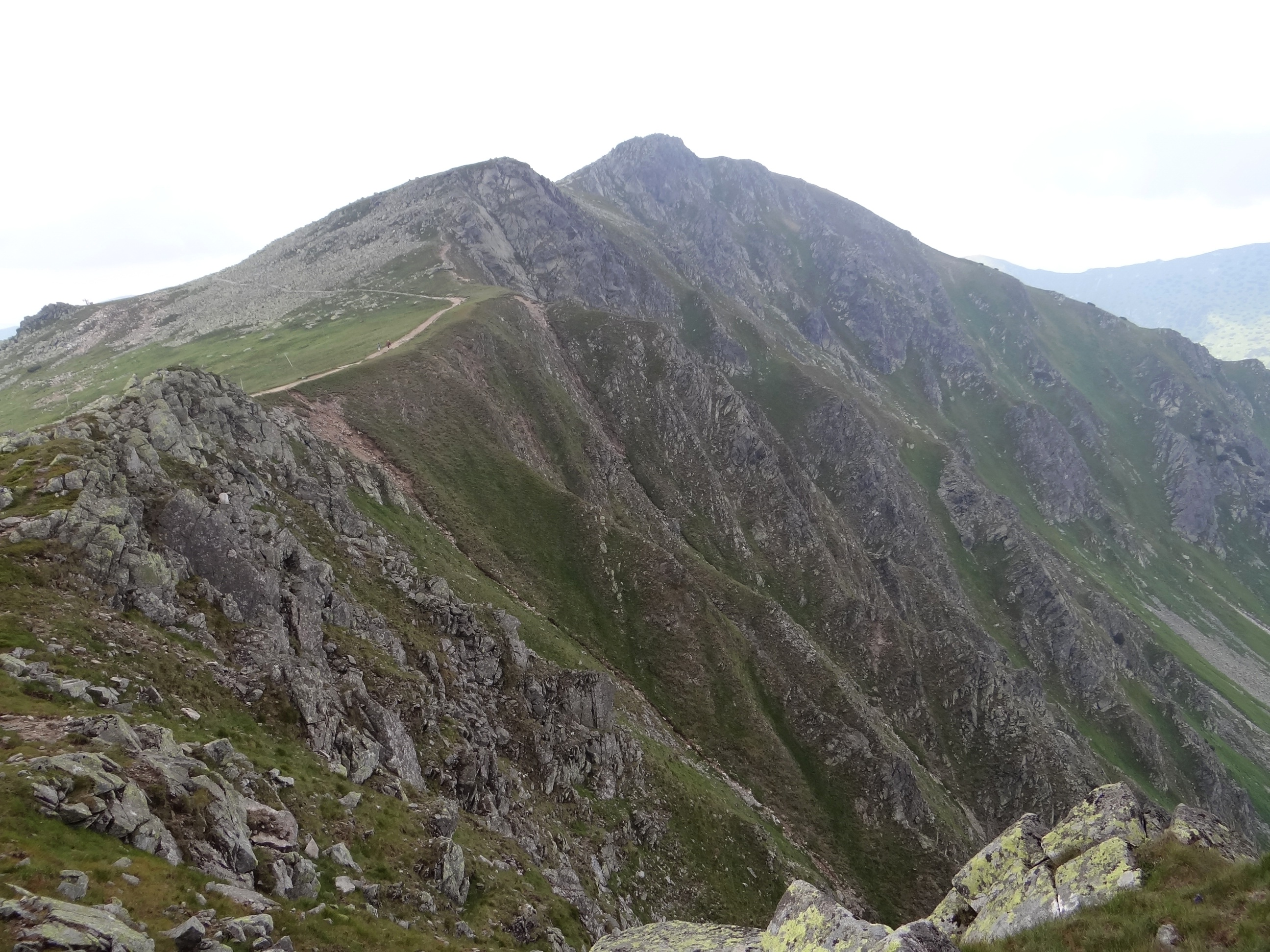
Dereše

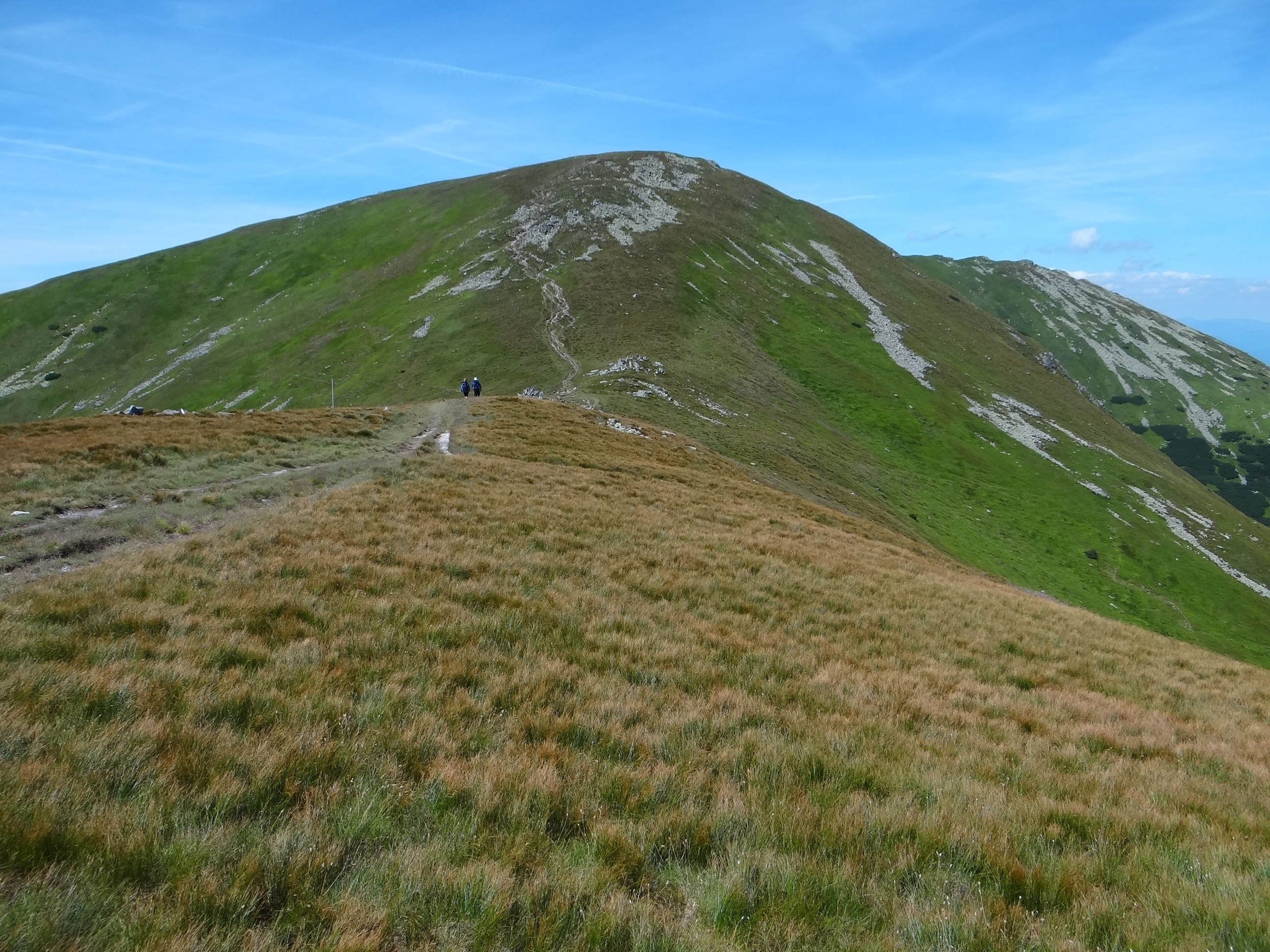
Pasmo halne na Chabencu

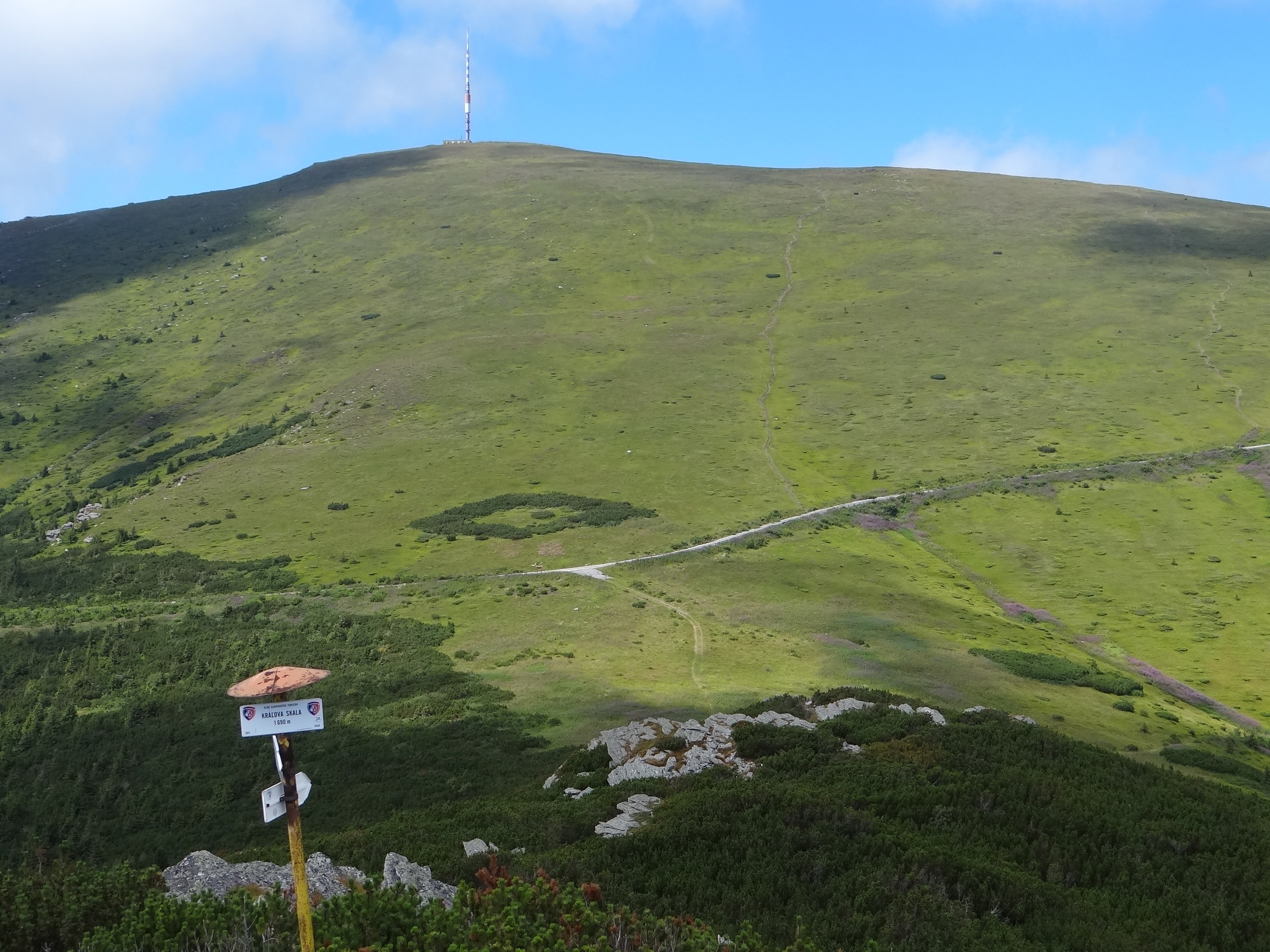
Nadajnik TV na szczycie Kráľovej hoľi

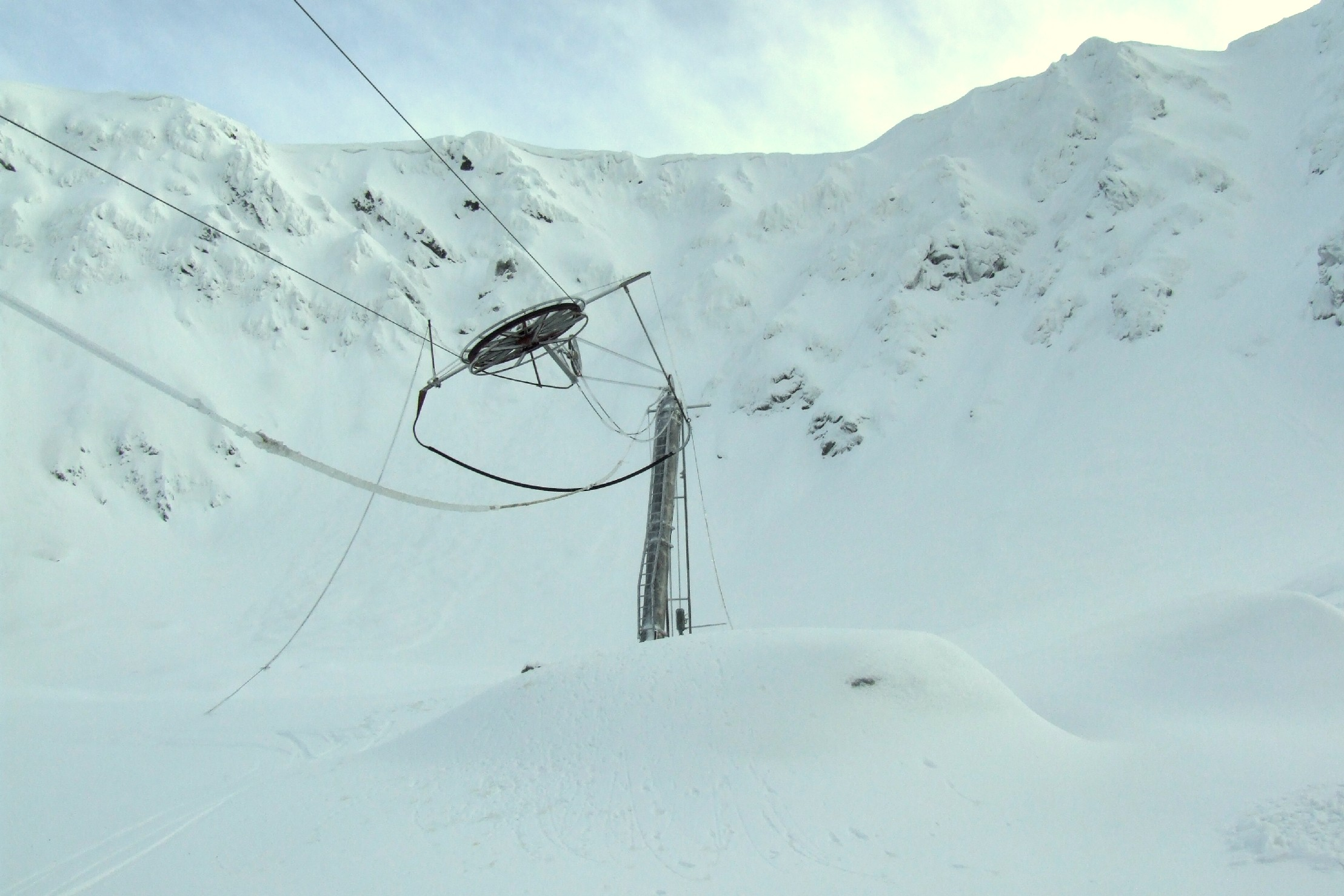
Wyciąg w kotle Dereszy

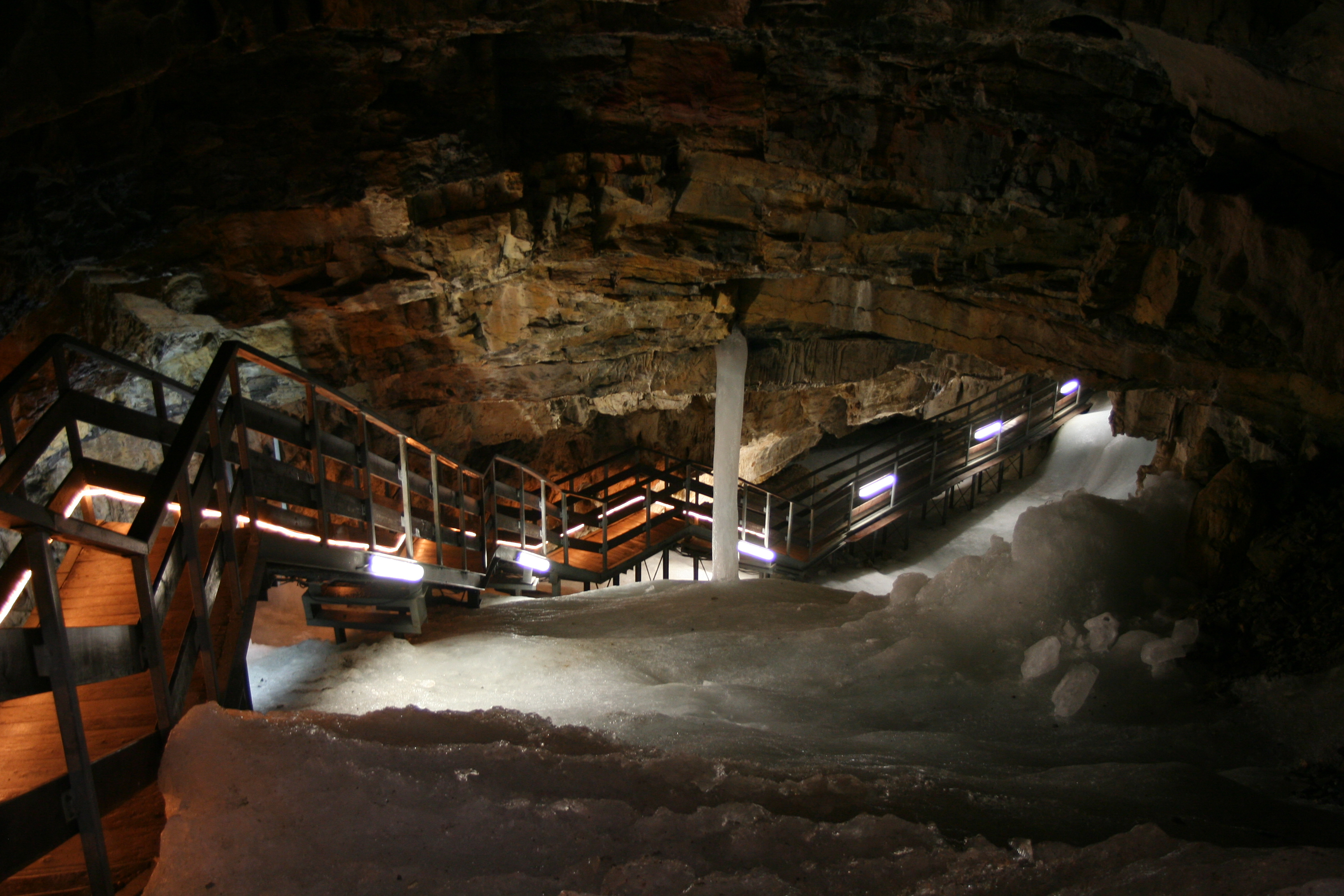
Demianowska Jaskinia Lodowa

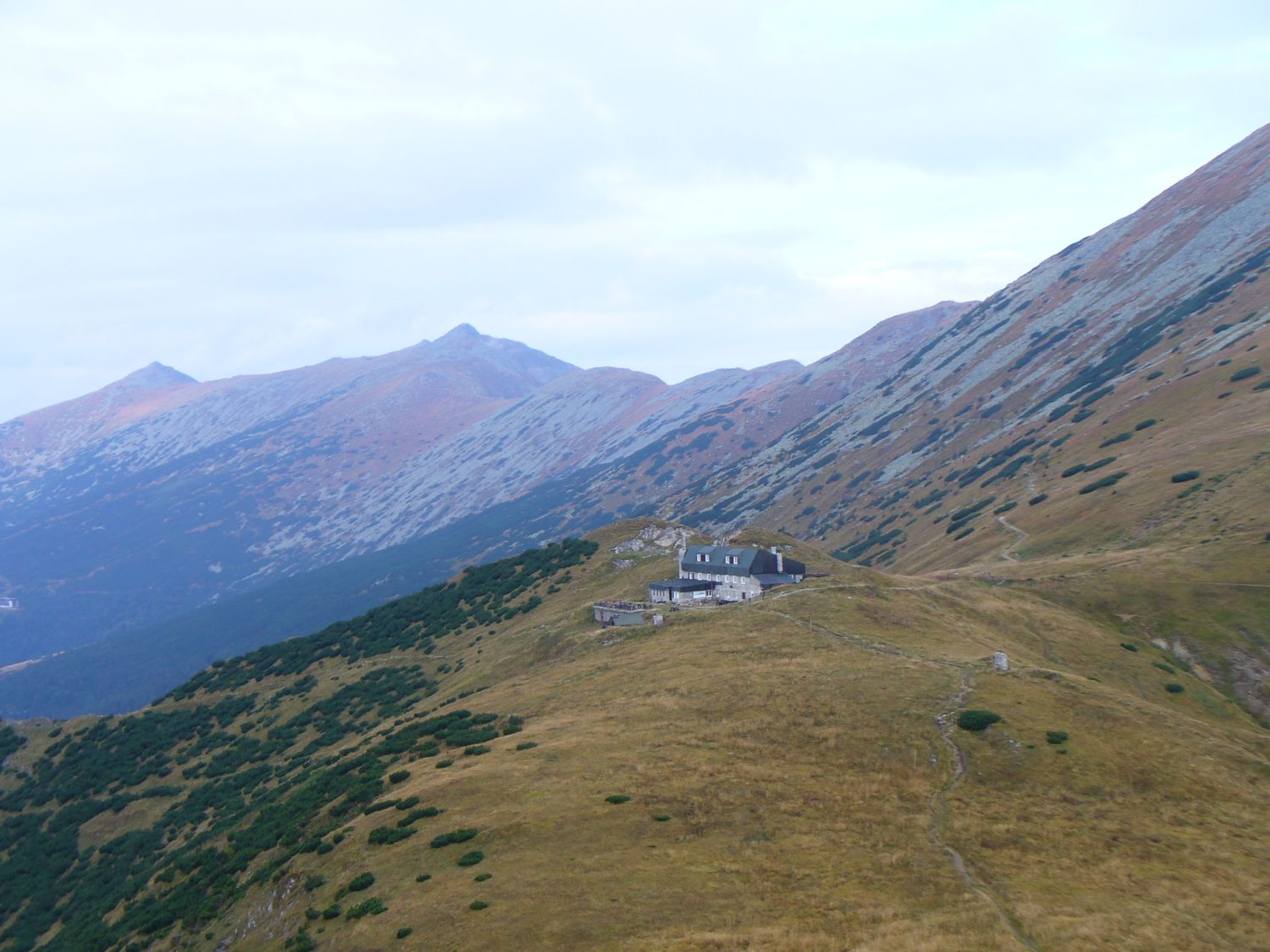
Schronisko im. gen. Štefánika

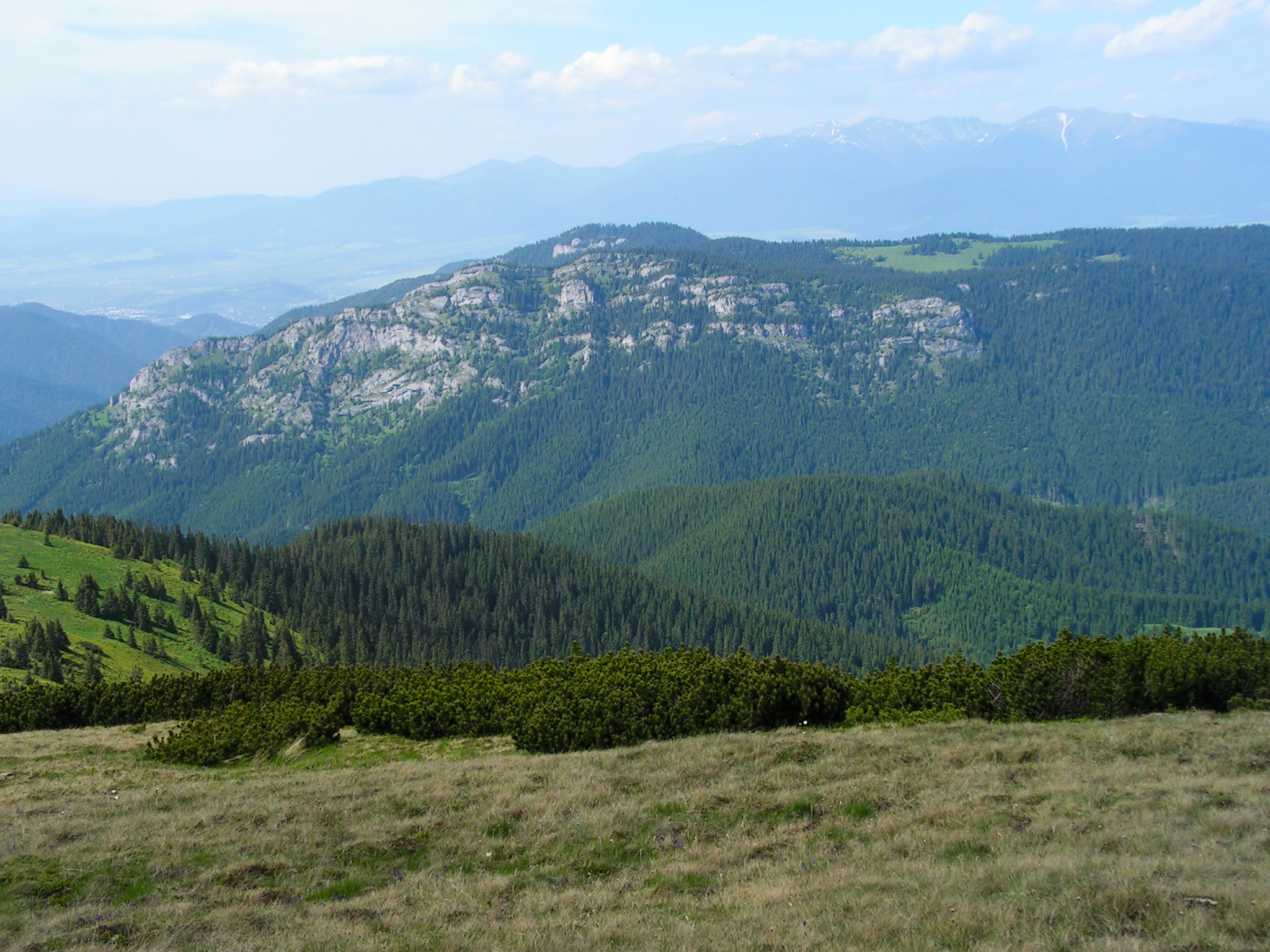
Ohnište – masyw utworzony z wapieni i dolomitów płaszczowiny choczańskiej

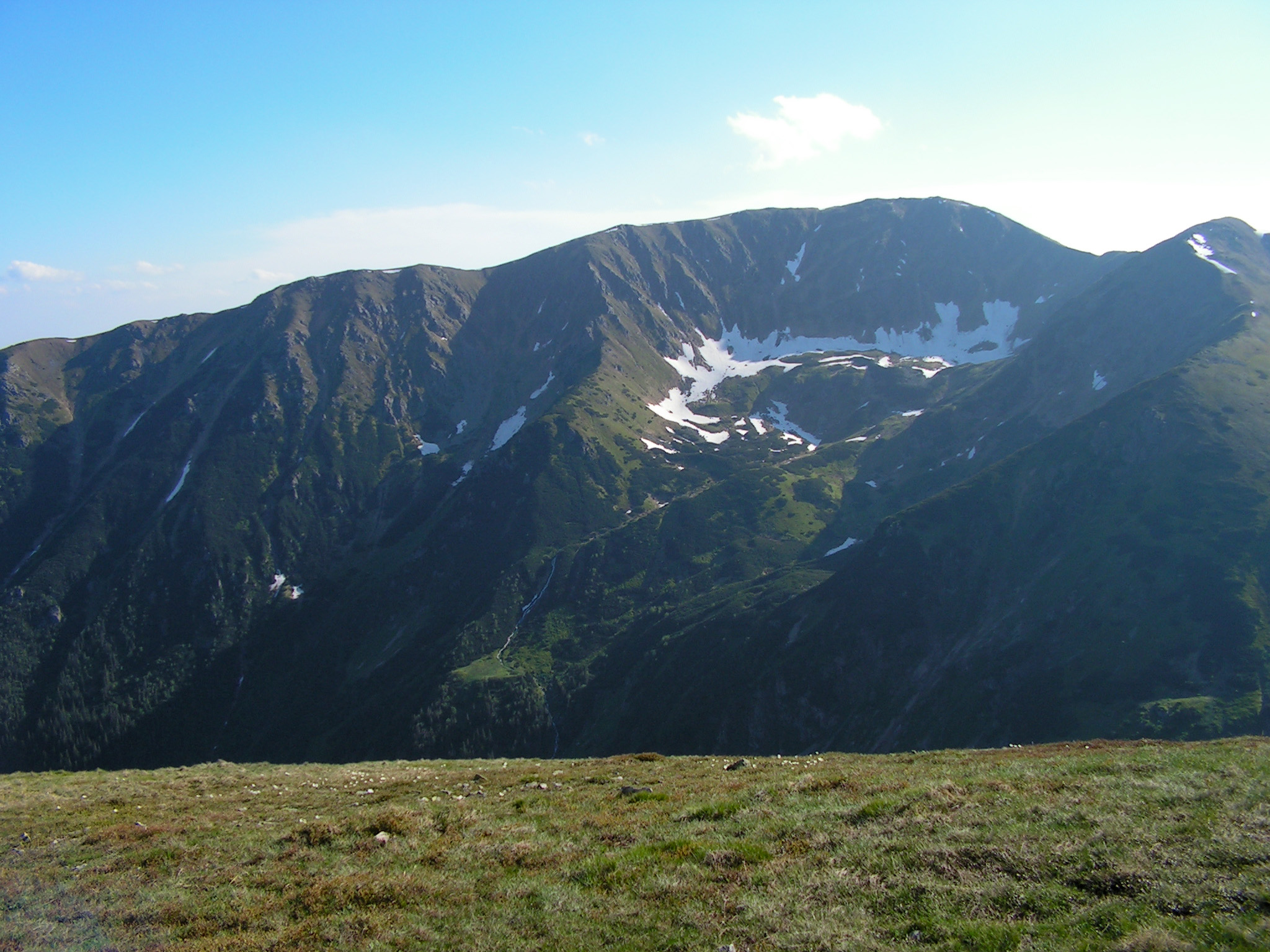
Kocioł polodowcowy pod szczytem Skalki, zawieszony nad Vajskovską doliną

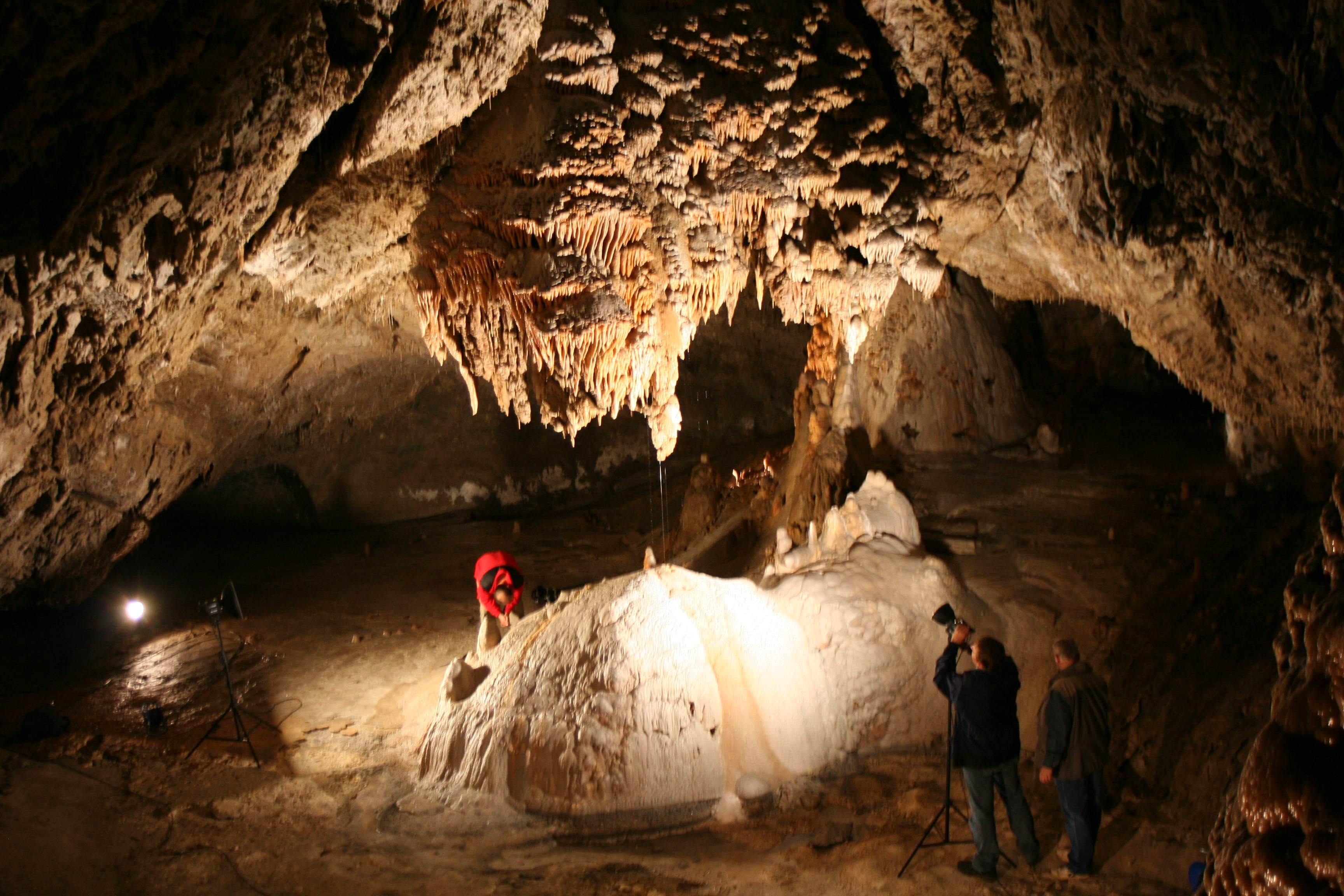
Demänovský jaskynný systém, jego najsłynniejsza część – Demianowska Jaskinia Wolności

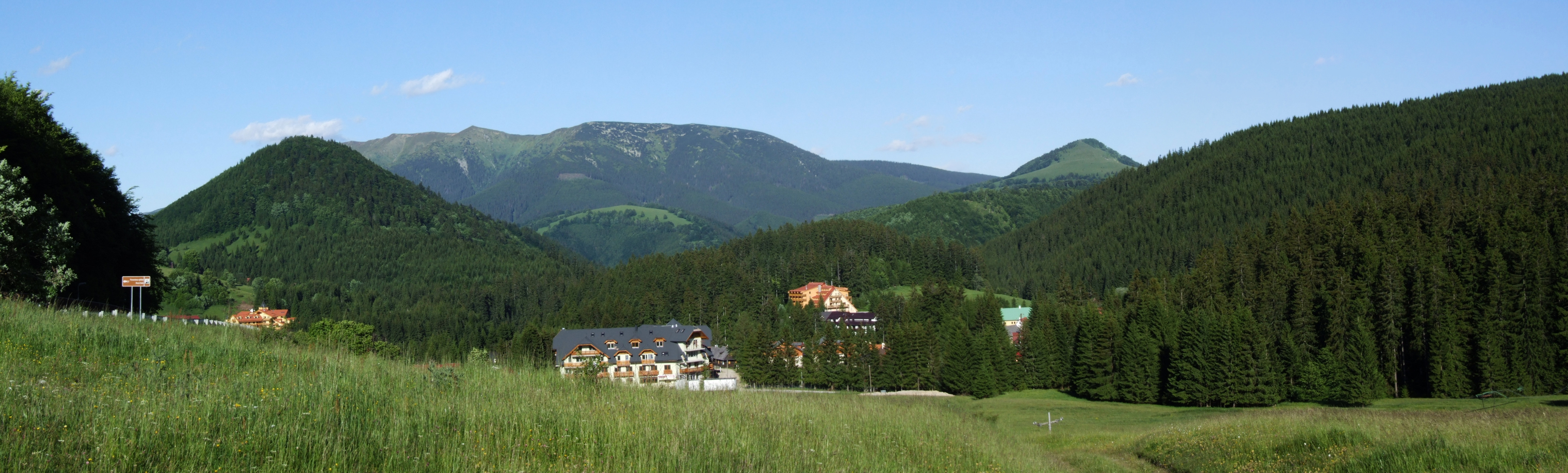
Masyw Prašivej (na ostatnim planie) widziany z miejscowości Donovaly

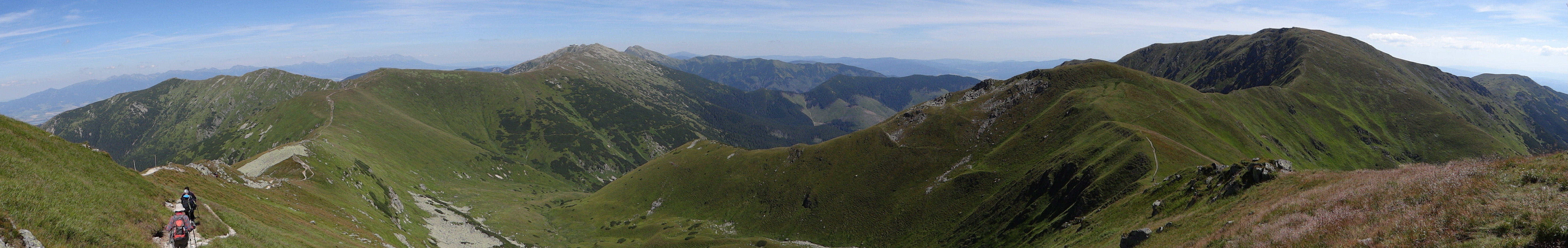
Grzbietowe hale w zachodniej części Niżnych Tatr

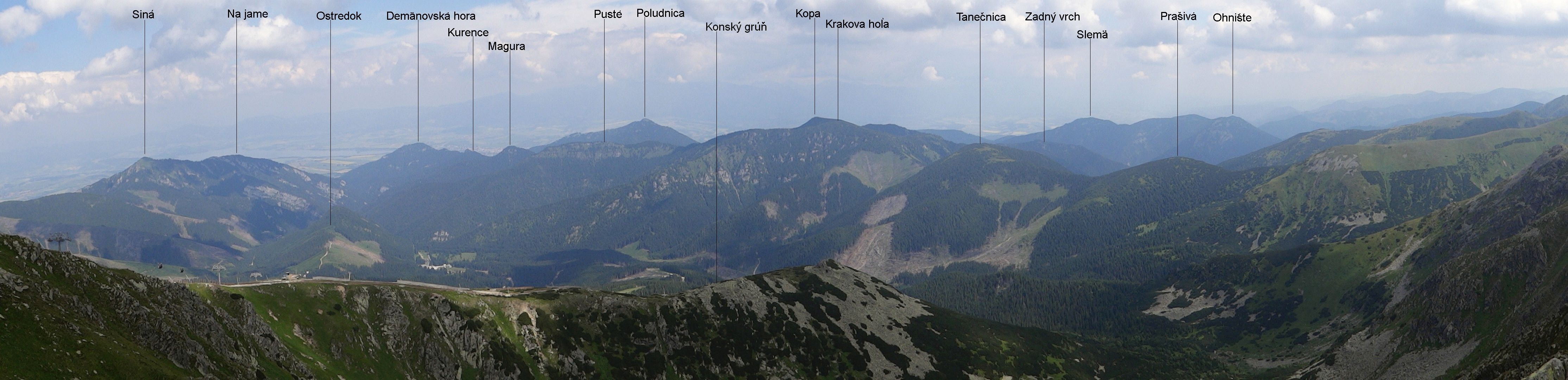
Panorama widokowa z Chopoka

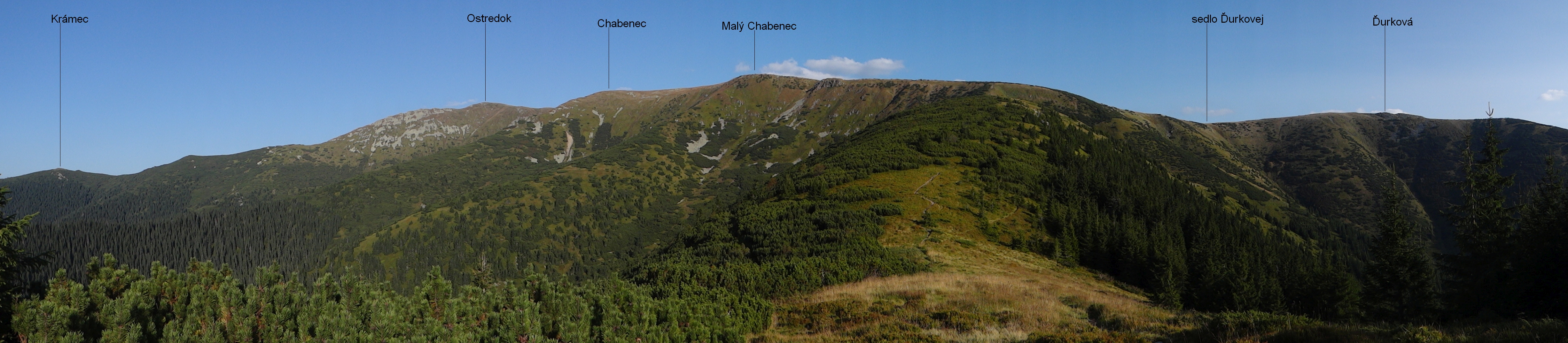
Północne stoki w zachodniej części Niżnych Tatr

Niżne Tatry (514.91; niem. Niedere Tatra, słow. Nízke Tatry, węg. Alacsony-Tátra) – pasmo górskie w Karpatach Zachodnich, na terenie Słowacji. Jego najwyższym szczytem jest Dziumbier (Ďumbier, 2043 m). Na terenie Niżnych Tatr utworzono największy park narodowy na Słowacji – Park Narodowy Niżne Tatry.

## Położenie
Niżne Tatry są największym powierzchniowo oraz drugim pod względem wysokości pasmem Centralnych Karpat Zachodnich. Przebiega ono w kierunku wschód–zachód na długości ok. 75 km i maksymalnej szerokości blisko 30 km.
Od północy Niżne Tatry ograniczone są Kotliną Liptowską (Liptovská kotlina) i Kotliną Popradzką (Popradská kotlina), za którymi wznoszą się Góry Choczańskie (Chočské vrchy) i Tatry. We wschodniej części, pomiędzy Niżnimi Tatrami a wymienionymi obniżeniami, wypiętrza się niewielkie pasmo Kozich Grzbietów (Kozie chrbty), oddzielone doliną Czarnego Wagu (Čierny Váh) i doliną Hornadu. Według starszych podziałów, Kozie Grzbiety były częścią Niżnych Tatr, obecnie są zazwyczaj traktowane jako osobna jednostka. Na wschodzie Niżne Tatry sąsiadują ze Słowackim Rajem (Slovenský raj), a rozdziela je dolina Vernárskiego potoku. Południowe stoki opadają do Bruzdy Hronu (Horehronské podolie), za którą rozciągają się pasma Rudaw Słowackich (Slovenské rudohorie) – Góry Stolickie (Stolické vrchy) i Góry Weporskie (Veporské vrchy). Na zachodzie, za Przełęczą Hiadelską (Hiadeľské sedlo, 1099 m), wznoszą się Starohorskie Wierchy (Starohorské vrchy) – podobnie jak Kozie Grzbiety niegdyś zaliczane do Niżnich Tatr, a współcześnie uznawane za samodzielne pasmo. Na północny zachód od Starohorskich Wierchów wypiętrza się Wielka Fatra (Veľká Fatra), od Niżnich Tatr oddzielona głębokimi dolinami Korytnicy i Revúcy.

## Podział
Niżne Tatry dzielą się na dwie części:
- zachodnią, większą i skupiającą wszystkie szczyty przekraczające 2000 m. – tzw. Ďumbierske Tatry
- wschodnią, niższą (do 1946 m – Kráľova hoľa) i nieco mniej rozległą – tzw. Kráľovohoľské Tatry.

Obie części rozdziela ważna komunikacyjnie przełęcz Čertovica (1238 m).
W Tatrach Ďumbierskich geomorfolodzy wyodrębnili szereg podrzędnych jednostek:
- Prašivá – część wysunięta na południowy zachód, obejmuje wyrównany fragment głównego grzbietu, pokryty rozległymi halami; ważniejsze szczyty to Prašivá (1652 m), Veľká Chochuľa (1753 m), Ráztocká hoľa (1565 m), Latiborská hoľa (1643 m) i Ďurková (1750 m);
- Lúžňanská kotlina – szerokie obniżenie utworzone przez potok Lúžňanka w mało odpornych skałach, oddziela grupę Prašivej od Salatínów; na jej dnie, na wysokości ok. 700 m znajduje się miejscowość Liptovská Lúžna;
- Grupa Salatynów (Salatíny) – grupa utworzona przez szereg wapienno–dolomitowych grzbietów o przebiegu południkowym, daleko na północ od głównego grzbietu Niżnych Tatr; są one porozdzielane głębokimi dolinami uchodzącymi do Kotliny Liptowskiej, z których największa to Ľupčianska dolina; istotniejsze szczyty to Ostré (1087 m), Brankov (1177 m), Červená Magura (1298 m), Salatín (1630 m), Tlstá (1555 m), Ľupčianska Magura (1315 m);
- Ďumbier – najwyższa i najbardziej popularna turystycznie część, położona na wschód od grupy Prašivej, z fragmentami rzeźby wysokogórskiej (strome ściany skalne, kotły i jeziorka polodowcowe); ważniejsze kulminacje to Chabenec (1955 m), Skalka (1980 m), Poľana (1890 m), Bôr (1888 m), Deresze (Dereše, 2004 m), Pálenica (1654 m), Chopok (2024 m), Krúpova hoľa (1927 m), Dziumbier (Dziumbier, Ďumbier, 2043 m), Štiavnica (2025 m)[1], Veľký Gápeľ (1777 m), Malý Gápeľ (1807 m) i Rovná hoľa (1723 m);
- Demänovské vrchy – leżące na północ od głównego grzbietu (grupy Ďumbiera) masywy zbudowane z wapieni i dolomitów, pomiędzy które wcinają się głębokie doliny, np. Dolina Demianowska (Demänovská dolina) i Jánska dolina; obszar charakteryzuje się niezwykłym bogactwem form krasowych (jaskinie, ponory, wywierzyska); najbardziej znane szczyty to Siná (1560 m), Demänovská hora (1304 m), Krakova hoľa (1752 m), Poludnica (1549 m), Ohnište (1538 m) i Slemä (1514 m).

Tatry Kráľovohoľskie dzieli się na następujące części:
- Priehyba – rozległa jednostka obejmująca główny grzbiet wraz z jego odnogami na odcinku od przełęczy Čertovica aż po Ždiarske sedlo (1473 m); znajduje się tu najniżej położona przełęcz w głównym grzbiecie Niżnych Tatr (Priehyba, 1190 m); główne szczyty to Beňuška (1542 m), Fišiarka (1478 m), Homôľka (1660 m), Veľký bok (1727 m), Veľká Vápenica (1691 m) i Panská hoľa (1429 m)
- Teplická kotlina – rozszerzenie doliny Czarnego Wagu na wysokości ok. 900 m, z miejscowością Liptovská Teplička
- Kráľova hoľa – najwyższa grupa we wschodniej części Niżnych Tatr, kulminująca wierzchołkiem Kráľovej hoľi (1946 m), z niewielkimi kotłami polodowcowymi po północnej stronie grzbietu
- Predná hoľa – część wysunięta na północny wschód, tworzą ją kopulaste, zalesione wzniesienia; ważniejsze szczyty to Úplaz (1555 m), Predná hoľa (1546 m), Čertovica (1428 m) i Človečia hlava (1269 m).

## Nazwa
W 1860 geolog Dionýz Štúr (1827-1893) nadał pasmu nazwę Nižnie Tatry, kierując się jego położeniem na południe (a więc na zorientowanej mapie „niżej”) od Tatr Wysokich. 3 lata później węgierski badacz János Hunfalvy (1820-1888) źle przetłumaczył tę nazwę na węgierskie Alacsony-Tátra, które przełożone ponownie na słowacki dały postać formie Nízke Tatry.

## Geologia
Masyw Niżnych Tatr zbudowany jest, podobnie jak Tatry, z paleozoicznego trzonu krystalicznego oraz mezozoicznych skał osadowych występujących w autochtonicznej (nieprzemieszczonej) serii wierchowej oraz w dwóch płaszczowinach reglowych – kriżniańskiej i choczańskiej.
Trzon krystaliczny zbudowany jest z odpornych na wietrzenie skał – granitów, łupków krystalicznych, gnejsów. Występują one głównie w okolicy głównego grzbietu oraz na stokach południowych. W zachodniej części (od Przełęczy Hiadelskiej po Latiborską hoľę) przeważają granity typu „prašivskiego” – częściowo zmetamorfizowane. Dalsza część głównej grani, po Čertovicę, zbudowana jest z granitów typu „ďumbierskiego”, wyróżniających się większym udziałem biotytu. We wschodniej części pasma zaznacza się przewaga skał metamorficznych – gnejsów i paragnejsów. Miejscami, np. na Veľkej Vápenicy i w znacznej części masywu Kráľovej hoľi można spotkać również granity. Podczas fałdowania, skały trzonu krystalicznego miejscami popękały, dzięki czemu mogły utworzyć się ubogie złoża – złota, antymonitu i rud żelaza.
Na północy do trzonu krystalicznego przylega wąskie pasmo skał serii wierchowej. Najlepiej jest ona reprezentowana w masywie Veľkégo boku, gdzie zachowały się warstwy osadzane od dolnego triasu po kredę. Składają się one z łupków, kwarcytów, dolomitów, wapieni, margli i wapieni marglistych.
Bardziej na północ, na serię wierchową nasunięta jest płaszczowina kriżniańska, składająca się głównie z mało odpornych margli kredowych. W pasie od doliny Revúcy do Doliny Demianowskiej występują twardsze triasowe wapienie i dolomity. Płaszczowina kriżniańska nie występuje w Tatrach Kráľovohoľskich.
Płaszczowina choczańska spoczywa w zachodniej części pasma na płaszczowinie kriżniańskiej, w części wschodniej natomiast bezpośrednio na autochtonicznej serii wierchowej. Budujące ją skały to głównie wapienie, dolomity, często z krzemieniami, piaskowce i margle. W najstarszych, jeszcze paleozoicznych warstwach, spotkać można melafiry – ciemne skały pochodzenia wulkanicznego. Ze skał płaszczowiny choczańskiej zbudowane są m.in. Krakova hoľa, Poludnica i Ohnište.
Triasowe wapienie występują również na grzbiecie głównym, w pobliżu Chaty M. R. Štefánika. Jest to fragment długiego pasa, który ciągnie się od stoków Baby, przez Trangoškę, Veľký Gápeľ aż do górnej części Jánskej doliny, znanego jako Ďumbiersky kras. Niewielkie fragmenty płaszczowiny kriżniańskiej i choczańskiej zachowały się także po południowej stronie pasma w postaci wysp między Moštenicą a Mýtem pod Ďumbierom. Na wschodnim krańcu, w obręb Niżnich Tatr sięgają z kolei warstwy wapieni i dolomitów ze Słowackiego Raju.
Złożona budowa geologiczna wpłynęła w dużym stopniu na obecną postać rzeźby Niżnych Tatr. Cechą charakterystyczną jest wyraźna asymetria między południową a północną stroną gór. Doliny opadające na południe, w stronę Bruzdy Hronu, są krótsze, a grzbiety mniej rozgałęzione, niż po stronie północnej. Brak też na południe od grzbietu głównego wybitnych i odizolowanych masywów, które licznie występują na północy (np. Salatín, Siná, Poludnica, Ohnište, Capkovo). Ta odmienność widoczna jest szczególnie wyraźnie w kráľovohoľskiej części Niżnich Tatr.
Do północnych stoków, w najwyższych partiach gór, ograniczone są przeważnie skutki plejstoceńskiego zlodowacenia. W czasie największego ochłodzenia klimatu istniało ogółem 16 niżnotatrzańskich lodowców, osiągających maksymalnie 6 km długości (Krížská dolina, dolina Štiavnica). Niektóre istniały również po południowej stronie pasma (najdłuższy w Bystrej dolinie). Wyraźne ślady działalności lodowców zaznaczyły się szczególnie w masywach Dziumbiera, Chopoka, Dereszy, Skalki i Chabenca. W mniejszym stopniu przemodelowały rzeźbę terenu niewielkie lodowce pod Kráľovą hoľą i Veľkým Bokiem.

### Zjawiska krasowe
Krasowe formy rzeźby terenu wykształciły się w wielu miejscach po obu stronach gór. Wyróżnia się tu szereg rejonów krasowych, z których najrozleglejszy i najbogatszy w zjawiska krasowe jest Demänovský kras, zajmujący powierzchnię około 62 km². Znajduje się tu zarówno najdłuższa jaskinia Słowacji – Demänovský jaskynný systém (35 358 m poznanych korytarzy), jak i najgłębsza – Systém Hipmanových jaskýň (495 m głębokości). Innymi długimi jaskiniami na tym obszarze są: Jaskyňa zlomísk (10 471 m), Systém Hipmanových jaskýň (7554 m), Záskočská jaskyňa (dawn. system Jaskyňa v Záskočí – Na Predných; 5034 m, głębokość 284 m), Štefanová 1 (4484 m), Stanišovská jaskyňa (3138 m) i Okno (2570 m). Masyw Ohnišťa znany jest z największego na Słowacji łuku skalnego, zwanego również Oknem (około 10 m wysokości), a pod wierzchołkiem znajduje się Veľká ľadová priepasť (głębokość 125 m), słynąca z 15-metrowej wysokości lodowego stalagmitu na dnie pierwszego stopnia jaskini. Innym ciekawym niżnotatrzańskim rejonem krasowym, reprezentującym kras wysokogórski, jest Ďumbiersky kras. Wykształciła się tu rozległa Jaskinia Martwych Nietoperzy (Jaskyňa mŕtvych netopierov) o długości 19 386 m i głębokości 320 m.

## Roślinność
W Niżnych Tatrach występuje piętrowy układ roślinności. Około 67% powierzchni pokryte jest lasami dolno- i górnoreglowymi. W partiach grzbietowych rozciąga się piętro kosodrzewiny.
Charakterystyczne dla Niżnych Tatr rośliny reprezentują m.in. sasanka alpejska, szarotka alpejska, goryczka kropkowana, urdzik karpacki. W dolnych partiach górskich powszechnie zbierane są zioła lecznicze, maliny, jeżyny, jagody, poziomki oraz liczne gatunki grzybów jadalnych.

## Zwierzęta
Największym drapieżnikiem jest niedźwiedź brunatny. Oprócz niego występują tu wilki, rysie, jelenie, a w niższych położeniach sarny i dziki. W najwyższych partiach gór od Chabeńca po Dziumbier żyją aklimatyzowane kozice (populacja introdukowana z Tatr w latach 1969-74) i świstaki tatrzańskie.
Z ptaków spośród gatunków typowych dla wysokich gór występują tu orły, głuszce, drozdy obrożne i dzięcioły trójpalczaste.

## Ochrona przyrody
Większa część masywu objęta jest ochroną w Parku Narodowym Niżne Tatry (słow. Národný park Nízke Tatry – NAPANT), powstałym w 1978 r. Jego powierzchnia wynosi 728,42 km², a powierzchnia strefy ochronnej (otuliny) 1.101,62 km², co daje łącznie 1830 km² powierzchni chronionej. Na terenie Parku wyznaczono z kolei szereg rezerwatów przyrody i pomników przyrody o łącznej powierzchni przekraczającej 100 km².

## Turystyka
Niżne Tatry są górami licznie odwiedzanymi, przy czym większość ruchu turystycznego i narciarskiego koncentruje się jedynie w wybranych, niewielkich powierzchniowo obszarach. Infrastruktura turystyczna jest w tych miejscach dobrze rozbudowana, natomiast przeważająca część gór pozostaje względnie dzika i niezagospodarowana. Zdecydowanie najliczniej odwiedzana, zarówno latem jak i zimą, jest Dolina Demianowska.

### Szlaki turystyczne
Na obszarze pasma istnieje około tysiąca kilometrów znakowanych szlaków turystycznych, za których stan odpowiada Klub slovenských turistov. Udostępniają one praktycznie wszystkie najwyższe i najbardziej widokowe kulminacje. Największe zagęszczenie znakowanych ścieżek jest w Dolinie Demianowskiej. Głównym grzbietem Niżnych Tatr prowadzi fragment czerwono znakowanej Cesty hrdinov Slovenského národného povstania – część europejskiego długodystansowego szlaku E8. Pozostają także duże powierzchnie bez żadnych szlaków, zwłaszcza w północnej, niższej i gęsto zalesionej części Tatr Kráľovohoľskich.

### Trasy narciarskie
Największym centrum narciarskim jest Jasná – Chopok sever, na północnych zboczach Chopoka, opadających do Doliny Demianowskiej. Wyposażone jest w 17 wyciągów o łącznej przepustowości 16 430 osób/godzinę. Długość tras zjazdowych to 24 244 metry. Również południowe stoki Chopoka (Chopok juh) są mocno zagospodarowane narciarsko (7 wyciągów, 10 040 metrów tras zjazdowych). Mniejszymi ośrodkami narciarskimi na terenie Niżnych Tatr są m.in. Tále, Mýto pod Ďumbierom, Vernár, Liptovská Teplička, Čertovica, Wyżna Boca (Vyšná Boca), Niżna Boca (Nižná Boca) i Liptowski Jan (Liptovský Ján).

### Jaskinie udostępnione do zwiedzania
Jedną z największych atrakcji turystycznych pasma są bogate w nacieki jaskinie. Najpopularniejszą jest Demianowska Jaskinia Wolności (Demänovská jaskyňa Slobody), odwiedzana rocznie przez ok. 180 tysięcy turystów z całego świata. Pobliską Demianowską Jaskinię Lodową (Demänovská ľadová jaskyňa) zwiedza w ciągu roku ponad 100 tysięcy ludzi. W przyszłości planowane jest otwarcie dla turystów Demianowskiej Jaskini pokoju (Demänovská jaskyňa Mieru), stanowiącej wraz z Jaskinią Wolności i Lodową część wspólnego systemu jaskiniowego. Po południowej stronie Niżnych Tatr do zwiedzania udostępniona jest Bystrianska jaskyňa. Wszystkie trzy turystyczne jaskinie posiadają oświetlenie elektryczne i liczne ułatwienia w postaci betonowych ścieżek, poręczy i schodów, a Bystrianska jaskyňa jest dostępna również dla osób niepełnosprawnych. Nieco odmienna jest Jaskinia Martwych Nietoperzy (Jaskyňa mŕtvych netopierov) – jej zwiedzanie ma charakter trekingu speleologicznego, a samo wejście do jaskini znajduje się dość wysoko w górach (1520 m).

### Baza noclegowa
Rozmieszczenie i liczba miejsc noclegowych jest skorelowane z natężeniem ruchu turystycznego. Najbardziej rozwinięta jest baza noclegowa w Dolinie Demianowskiej – Jasná oferuje 1200 miejsc (głównie w hotelach), wiele obiektów stoi także w pobliżu wylotu doliny. Spore zaplecze noclegowe posiada większość liptowskich miejscowości u podnóża Niżnych Tatr. Uboższą bazą turystyczną charakteryzuje się Bruzda Hronu.
Na całym obszarze Niżnych Tatr znajdują się tylko trzy schroniska turystyczne. Są to: Schron Ďurková (wbrew nazwie jest typowym schroniskiem i nie znajduje się pod Chabencem, lecz na południowym stoku Siodła Dziurkowej), Kamenná chata pod Chopkom i Chata M. R. Štefánika pod Ďumbierom. Wszystkie znajdują się w zachodniej części pasma – Ďumbierskich Tatrach, w bezpośrednim sąsiedztwie głównej grani. Oprócz nich w Dolinie Demianowskiej po północnej stronie głównego grzbietu działa szereg hoteli górskich ośrodka Jasná oraz innych obiektów noclegowych dla turystów, a po stronie południowej, w górnej części Doliny Bystrej hotele Kosodrevina i Trangoška. Wędrowanie w części wschodniej pasma – w Kráľovohoľskich Tatrach – ułatwiają dwa bezobsługowe i bezpłatne schrony (tzw. útulňe), podobne do szałasów lub bacówek – útulňa Ramža i útulňa Andrejcová.